# Delcy Ellender Marques
Delcy Ellender Marques -más conocida como Delcy- (Curitiba, 3 de agosto de 1939) es una ex-jugadora brasileña de baloncesto y profesora de educación física que ocupaba la posición de alero.
Fue seleccionada de la conjunto femenino de baloncesto de Brasil con el que alcanzó la medalla de plata en los Juegos Panamericanos de 1959 en Chicago y en los Juegos Panamericanos de 1963 en São Paulo, y la medalla de oro en los Juegos Panamericanos de 1967 en Winnipeg y en los Juegos Panamericanos de 1971 en Cali; además, fue vencedora del Campeonato Sudamericano de Baloncesto femenino adulto de Perú 1958 y 1972, Brasil 1965, Colombia 1967, Chile 1968 y Bolivia 1974.
Por otro lado, participó del equipo que alcanzó el quinto lugar en el Campeonato Mundial de Baloncesto Femenino de 1964 realizado en Perú. Adicionalmente, ha sido candidata para ingresar dentro del grupo de Miembros del Salón de la Fama FIBA.